# Warburg Institute
Das Warburg Institute in London ist ein in Verbindung  mit der University of London stehender Bibliotheks- und Institutskomplex. Das Institut ging aus der von Aby Warburg (1866–1929) gegründeten Kulturwissenschaftlichen Bibliothek Warburg (K.B.W.) hervor, welche sich bis 1933 in Hamburg befand und dann nach London emigrierte.

## Geschichte
Kern der Bibliothek war die Arbeitsbibliothek des Privatgelehrten und Kulturwissenschaftlers Aby Warburg, die von Fritz Saxl und Gertrud Bing ab 1918 in eine allgemein zugängliche wissenschaftliche Bibliothek umgewandelt wurde. Zum Zeitpunkt von Warburgs Tod 1929 umfasste die Kulturwissenschaftliche Bibliothek Warburg ca. 60.000 Bände.
Nach einer Phase ständigen Wachsens und Blühens geriet sie mit der Machtergreifung durch die Nationalsozialisten – als jüdische Institution – unter Druck. Im Frühling 1933 ging Edgar Wind zu Sondierungsgesprächen nach London. Mit Hilfe der amerikanischen Warburgs (Felix M. Warburg und der Familie von Paul Moritz Warburg) und durch großzügige private englische Spenden, unter anderem durch den englischen Textilindustriellen Samuel Courtauld und durch den diplomatischen Einsatz von Arthur Lee, 1. Viscount Lee of Fareham wurde ein Umzug der Bibliothek, aus dem heutigen Warburg-Haus nach London ermöglicht und finanziert. Am 12. Dezember 1933 verließen zwei mit Bücherkisten, Regalen und Katalogkästen beladene Frachter den Hamburger Hafen und verschifften die Bibliothek nach London. In einem von Viscount Lee of Fareham gemieteten Bankgebäude wurde die Bibliothek mit Unterstützung Samuel Courtaulds untergebracht. In Hamburg verblieb eine Sammlung von 1500 Büchern, Broschüren, Zeitschriften sowie eine große Menge von Zeitungsausschnitten zum Ersten Weltkrieg, die von Warburg seit Anfang des Ersten Weltkrieges gesammelt wurden. Dieses Archivmaterial gilt als verschollen.
Am 28. November 1944 wurde das Warburg Institute der University of London angegliedert, diese in der Stiftungsurkunde jedoch zugleich verpflichtet, das Institut „auf ewig“ unter Berücksichtigung seines „besonderen Wesens“ als unabhängige Einheit angemessen unterzubringen und zu unterhalten.  Das Institut ist Gründungsmitglied der 1994 gegründeten School of Advanced Study (SAS), der Forschungsinstitute der Londoner Universität aus allen Bereichen der Geistes- und Sozialwissenschaften angehören. Qualifizierten Wissenschaftlern und Postgraduierten aus diesen Gebieten wird die Gelegenheit zu fächerübergreifenden Forschung geboten. Die SAS organisiert zu diesem Zweck ein weitgefächertes Programm von Vorlesungen, Seminaren, Workshops und Tagungen.
Die Bibliothek umfasst über 300.000 Bände, darunter ca. 3.000 Zeitschriften, sowie ein ebenfalls über 300.000 Stücke umfassendes Fotoarchiv. Der Bibliothekskatalog ist online zu benutzen, auf Bildmaterial kann über die Suchfunktion der Warburg Institute Iconographic Database zugegriffen werden.

## Leitung
- Fritz Saxl, stellvertretender Leiter ab 1921, Leiter 1929–1948
- Henri Frankfort, 1949–1954
- Gertrud Bing, 1955–1959
- Ernst Gombrich, 1959–1976
- Joseph Burney Trapp, 1976–1990
- Nicholas Mann, 1991–2001
- Charles Hope, 2002–2010
- Peter Mack, 2001–2014
- David Freedberg, 2015–2017
- Michelle O’Malley, Interimdirektorin 2017
- Bill Sherman, seit 2017

## Periodika
- Vorträge der Bibliothek Warburg, 9 Bände, 1921/22–1930/31, F. Saxl (Hrsg.), Teubner, Leipzig, 1923–1932
- Studien der Bibliothek Warburg, 23 Bände, Teubner, Leipzig, 1922–1932
- Journal of the Warburg and Courtauld Institutes, 1937ff.
- Warburg Institute Surveys and Texts
- Warburg Institute Studies and Texts
- Warburg Institute Colloquia